# Ошурковский сельсовет
Ошурковский сельсове́т — муниципальное образование со статусом сельского поселения в Варгашинском районе Курганской области Российской Федерации.
Административный центр — село Ошурково.
Законом Курганской области от 4 марта 2020 года № 6 Ошурковский, Просековский и Терпуговский сельсоветы были присоединены к Верхнесуерскому сельсовету.

## История
В соответствии с Законом Курганской области от 6 июля 2004 года № 419 сельсовет наделён статусом сельского поселения.

## Население
| 1926 | 1989 | 2002 | 2010 | 2012 | 2013 | 2014 |
| ---- | ---- | ---- | ---- | ---- | ---- | ---- |
| 1347 | ↘685 | ↘558 | ↘471 | ↘463 | ↘440 | ↘433 |
| 2015 | 2016 | 2017 | 2018 | 2019 | 2020 |      |
| ↘417 | ↘402 | ↘398 | ↘395 | ↘382 | ↘376 |      |

## Состав сельского поселения
| № | Населённый пункт | Тип населённого пункта       | Население |
| - | ---------------- | ---------------------------- | --------- |
| 1 | Большое Шмаково  | деревня                      | ↘30       |
| 2 | Крутихинское     | деревня                      | ↘95       |
| 3 | Малое Шмаково    | деревня                      | ↘39       |
| 4 | Ошурково         | село, административный центр | ↘307      |